# Kalsoyarfjørður
Het Kalsoyarfjørður is een zeestraat die de Faeröerse eilanden Kalsoy en Kunoy van elkaar scheidt. De zeestraat mondt aan de zuidzijde uit in de Djúpini en Leirvíksfjørður. Ter hoogte van Syðradalur kruist het Kalsoyarfjørður met de Haraldssund. 
Aan de westkust van de zeestraat liggen van noord naar zuid de dorpen Trøllanes, Mikladalur, Húsar en Syðradalur. Aan de oostkust ligt de plaats Kunoy. 